# Vuillery

Vuillery este o comună în departamentul Aisne din nordul Franței. În 1 ianuarie 2022 avea o populație de 43 de locuitori.